# Stab Wounds
Stab Wounds är det tyska black metal-bandet Dark Fortress tredje album, utgivet 2004.

## Låtlista
1. "Iconoclasm Omega" - 6:41
2. "Self Mutilation" - 6:45
3. "Stab Wounds" - 8:11
4. "When 1000 Crypts Awake" - 4:00
5. "Despise the "Living"" - 5:36
6. "A Midnight Poem" - 8:47
7. "Rest in Oblivion" - 8:29
8. "Vanitas... No Horizons" - 1:24
9. "Like a Somnambulist in Daylight's Fire" - 7:52
10. "Sleep!" - 3:16
11. "Endtime" (bonusspår på digipack-utgåva)